# Johannes Bäck

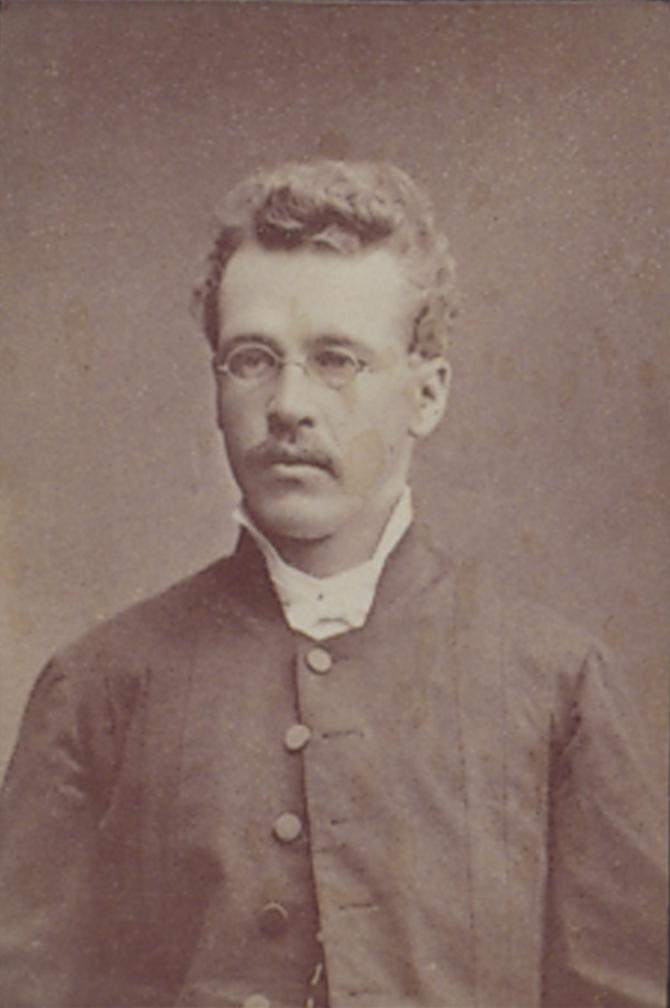
Johannes Bäck

Johannes Bäck, född 31 oktober 1850 i Nykarleby, död 28 januari 1901 i Tyrvis, var en finländsk präst och väckelseledare, känd som en av landets mest framstående predikanter. Han var son till kirurgen Johan Jakob Bäck.
Bäck anslöt sig till den evangeliska väckelserörelsen på 1870-talet och verkade från 1884 till 1889 som överombudsman i Lutherska evangelieföreningen samt från 1889 som kyrkoherde i Tyrvis. Han tillhörde 1899 den stora deputationen.
Bäck var redaktör för Nykarlebys första dagstidning Mellersta Österbotten 1882.